# Georg Kempff

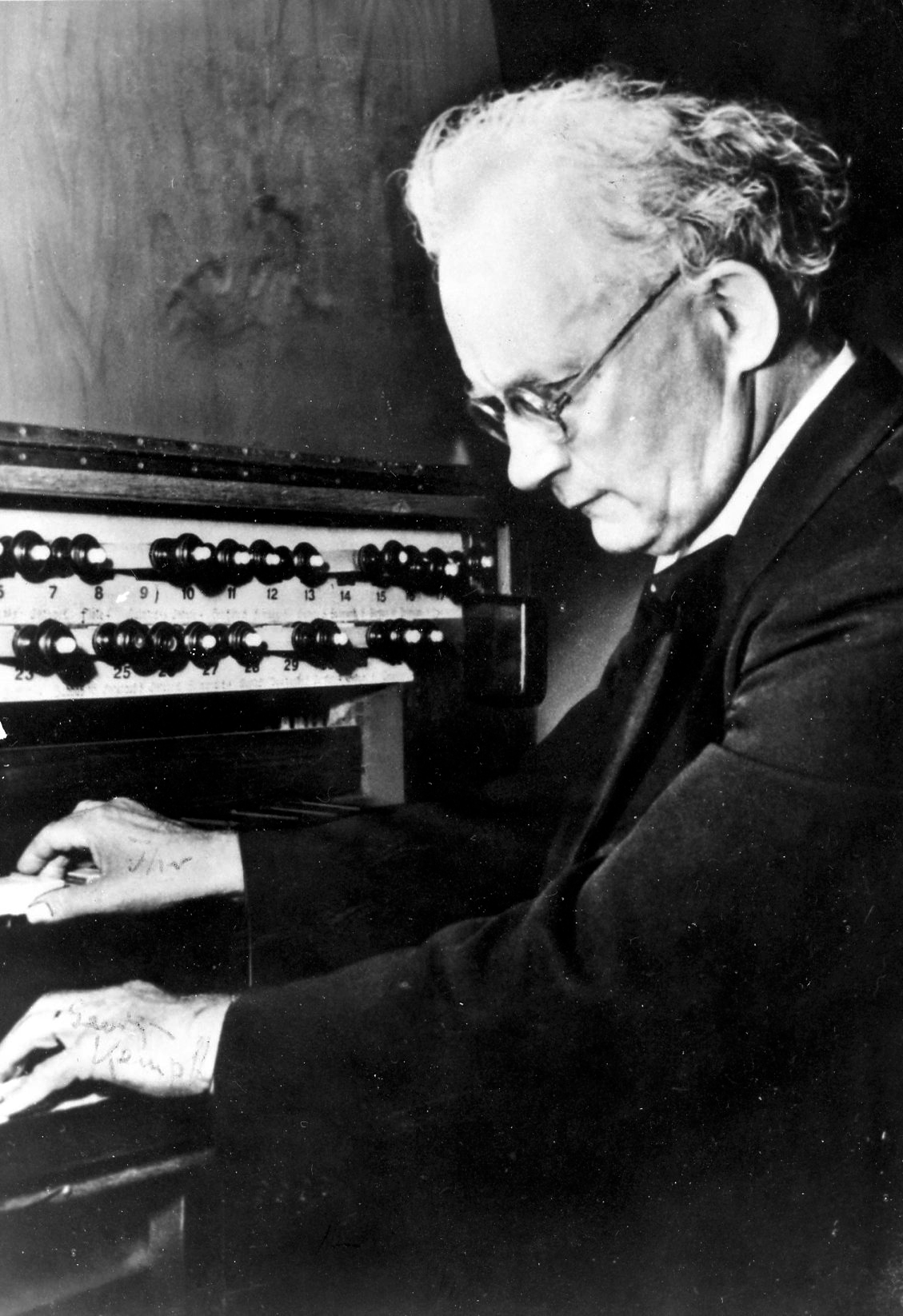
Georg Kempff an der Orgel, um 1961

Georg Kempff (* 22. Oktober 1893 in Jüterbog; † 1. September 1975 in Reichenbach im Allgäu) war ein deutscher Kirchenmusiker und Komponist.

## Leben
Georg Kempff studierte an der Friedrich-Wilhelms-Universität zu Berlin Evangelische Theologie und an der Hochschule für Musik Klavierspiel, Gesang und Musiktheorie. Er war ab 1904 stellvertretender Organist in Potsdam und später Reiseorganist. Er wirkte von 1923 bis 1927 als Organist in Uppsala, von 1927 bis 1930 als Pfarrer in Jüterbog und von 1930 bis 1933 in Wittenberg. Von 1933 bis 1959 war er Leiter des Instituts für Kirchenmusik der Friedrich-Alexander-Universität Erlangen (ab 1937 als Honorarprofessor). Er wirkte als Organist, Pianist und Sänger (Bariton). Von 1959 bis 1962 war er Dozent an der Universität Johannesburg. Kempff komponierte Kirchenmusik. Er war der ältere Bruder des Pianisten Wilhelm Kempff.

## Kompositionen
- Die Hochzeit von Kanä, Oratorium, 1957
- Orgelwerke, Kantaten und geistliche Chormusik

## Schriften
- Neues Singen nach dem Neuen Gesangbuch, 1934
- mit Hans Kreßel: Erneuerung des lutherischen Gottesdienstes im Spiegelbild der Bayerischen Liturgiegeschichte, 1937
- mit Paul Althaus: Der Sinn der Liturgie, Leitsätze und Erläuterungen, 1937
- Der Kirchengesang im lutherischen Gottesdienst und seine Erneuerung, 1937